# Time Warner Center
A Time Warner Center a Time Warner világvállalat székháza. New York belvárosában helyezkedik el a két ikertoronyból álló, 2×55 emeletes felhőkarcoló. Az építész David Childs. Ugyan 2000-ben kezdődött az építkezés, már 15 évvel előtte meg akarták kezdeni, de elhúzódott. Ez volt az első jelentős épület Manhattanben, ami a 2001. szeptember 11-ei terrortámadások után készült el, bár már jóval előtte megkezdték az építését. A megnyitás 2003. október 4-ére esett. Az alapterület 260 000 m². A Columbus Circle 10. számán helyezkedik el.

## Az épület
A központ alsó emeletein elegáns üzletek és éttermek találhatók. 2004-ben egy 68 000 nézetméternyi áruház nyílt meg. A 20. emelettől kezdve irodák találhatóak, melyet nem a bérlők, hanem kizárólagosan a Time Warner dolgozói használhatnak. Az épület legfelső emeletéről látni egész Manhattant. Az épületen üvegfal van, az összes helyiség klimatizált.

## Fordítás
Ez a szócikk részben vagy egészben  a   Time Warner Center című angol Wikipédia-szócikk fordításán alapul.  Az eredeti cikk szerkesztőit annak laptörténete sorolja fel. Ez a jelzés csupán a megfogalmazás eredetét és a szerzői jogokat jelzi, nem szolgál a cikkben szereplő információk forrásmegjelöléseként.